# 高赫
高赫（?—?），《史记·赵世家》作高共，战国初期晋国赵氏大臣。
趙襄子被智瑶围在晋阳城中。击灭智瑶，晋阳解围后，赵襄子奖赏有功的五人，首位就是高赫。张孟谈说：“晉陽之戰，高赫无大功，现在第一个受赏，原因是什么？”赵襄子说：“晋阳之战，赵氏危急，宗庙社稷差点不保。群臣皆有轻慢心，只有高赫不失君臣之礼，因此先奖赏他。”《汉书·古今人表》把他列为中中第五等。
韩非批评赵襄子不诛骄侮之臣，而赏无功之高赫。并且说已经去世二十多年的孔子称赞赵襄子：“赵襄子奖赏一个人，能使天下为臣之人没有一个敢失礼了。”韩非于是批判孔子不懂得何为善于奖赏。